# Marcel Lecomte
Marcel Lecomte (Sint-Gillis, 25 september 1900 - Brussel, 19 november 1966) was een Belgische surrealistische dichter. Hij behoort tot de oprichters van het surrealisme in België. In een latere fase leunde hij dicht aan bij de Cobra-beweging.
Hij was een discrete figuur, die gans zijn leven in de schaduw aanwezig was in de Belgische kunstwereld, maar op die manier toch een grote invloed had. Hij wordt wel eens de "Shadow Ferryman" genoemd.

## Jeugd en opleiding
Hij was de zoon van de kunstschilder Émile Lecomte, met wie hij een zeer hechte band had, ook op artistiek vlak. Verschillende thema's uit zijn schilderijen zijn in de latere dichtbundels van Marcel Lecomte terug te vinden. In 1918 kwam Marcel Lecomte in contact met Clément Pansaers, die hem introduceerde in het dadaïsme en het taoïsme. Hij ging aan de Vrije Universiteit Brussel filosofie en letteren studeren, maar hij stopte in 1926. 

## Medeoprichter van het Belgisch surrealisme
In 1922 publiceerde hij zijn eerste dichtbundel "Démonstrations", uitgegeven door Éditions “ça ira” in Antwerpen.
In datzelfde jaar ontmoette hij René Magritte. Nog in 1922 was hij samen met René Magritte als medewerker betrokken bij het nieuw opgerichte tijdschrift 7 Arts, het eerste Brusselse avant-gardetijdschrift dat de "zuivere beelding" promootte. Hij ontmoet er ook E.L.T. Mesens. Met Magritte en Mesens ontdekte hij het werk van Giorgio de Chirico, in het bijzonder "Le Chant d'Amour".
In 1923 komt hij in contact met Paul Nougé.
René Magritte, Camille Goemans, E.L.T. Mesens en Marcel Lecomte hadden in 1924 concrete plannen om een tijdschrift "Période" op te richten, maar Paul Nougé bracht hen van dat idee af.
Met Paul Nougé en Camille Goemans maakte hij in 1924 en 1925 deel uit van de redactie het tijdschrift “Correspondance”. Dit tijdschrift was in feite een vlugschrift, traktaat genoemd, dat drie keer per maand zou uitgegeven worden, telkens in een andere kleur. De uitgifte van "Correspondance" in 1924 wordt algemeen erkend als de startdatum van het Belgisch surrealisme.   Het zou verschijnen tot september 1925, met in totaal 22 uitgiftes. Het was het belangrijkste orgaan van het Belgisch surrealisme in die periode. dat ze samen oprichtten. Hij werd echter in juli 1925 ontslagen.  
Hij bleef niettemin zijn contacten met de surrealisten behouden. Lecomte is altijd meer een individualist geweest, discreet en minder gericht op groepsactiviteiten, wat zijn complexe houding binnen de groep verklaart. Lecomte had trouwens ook een enorme bewondering voor Paul Delvaux.
In 1925 verscheen zijn dichtbundel "Applications".
Op 6 oktober 1926 nam hij deel aan de fameuze ‘slag’ van het Casino van St.-Joost-ten-Node, een ludieke protestactie van wat later de "Société du mystère" genoemd werd, de kring rond Magritte, tegen een toneelstuk, die volledig uit hand is gelopen. De "slag" van het Casino van Sint-Joost-ten-Node is het "kristallisatiemoment" van het Belgische surrealisme.
Uit de kring rond tijdschrift 'Correspondance" met Paul Nougé, Camille Goemans, Marcel Lecomte, E.L.T. Mesens, Louis Scutenaire, René Magritte en de musicus André Souris, aangevuld met Marc Eemans en Irène Hamoir, zou de Brusselse surrealistische groep ontstaan, officieel met het opstellen van drie traktaten in 1926 die in 1927 in de tijdschriften "Marie"" en "Adieu à Marie" van E.L.T. Mesens verschenen. Marcel Lecomte werkte mee aan het eerste nummer van "Adieu à Marie".
In 1928 was hij  betrokken bij de oprichting van een tijdschrift, "Distances", samen met Goemans, Nougé en Mesens. Het was het eerste officiële tijdschrift van de surrealisten, met bijdragen van Marcel Lecomte, Louis Scutenaire, Marc Eemans, E.L.T. Mesens en André Souris en René Magritte zelf. Het doel van het tijdschrift was vooral gestalte te geven aan de eenheid van geest van de Belgische surrealisten. Het zou slechts drie nummers kennen en in 1928 eindigen.

## Onenigheid met de "Société du Mystère" van Magritte
In de loop van het jaar 1930 ontstond een breuk tussen enerzijds Marc Eemans, Marcel Lecomte en Camille Goemans en de anderzijds de andere leden van de groep "Société du Mystère".
Eemans, Lecomte en Goemans zagen zichzelf als "orthodoxe surrealisten" in navolging van het tweede surrealistisch manifest van André Breton, wat door de anderen betwist werd. Eemans, Marcel Lecomte en Camille Goemans waren van mening dat het mystieke en occulte de basis moesten vormen van het surrealisme. Mystieke teksten uit alle culturen waren het verband tussen de sacrale kern die in het onbewuste aanwezig was en tot uiting kwam in de surrealistische kunst. Deze visie was volledig in strijd met de opvattingen van Réné Magritte, die in zijn werken alleen de werkelijkheid toonde, zonder symbolen, maar in een samenstelling die mysterie opriep. Hij wilde de toeschouwer enkel het mysterie tonen, zonder enige interpretatie of mystieke boodschap in zijn werken te leggen.
Eemans en Goemans verlieten de groep. Marcel Lecomte bleef echter zijn contacten met de "Société du Mystère" behouden. 

## Leraar
Marcel Lecomte ging in 1934 lesgeven in het middelbaar onderwijs in Eigenbrakel en Brussel, en bleef daar actef tot eind 1944.
Hij werkte mee aan het tijdschrift "Documents 34" van Mesens en was in 1935 medeondertekenaar van het "Mes in de Wonde", dat voor het eerst de surrealistische groep van Brussel met  Magritte, Mesens, Nougé, Louis Scutenaire, André Souris en de surrealistische groep uit Henegouwen met Achille Chavée en Fernand Dumont samenbracht.
In 1939 bracht hij zijn dichtbundel "Lucide" uit. 
In 1940 werkte hij mee aan het tijdschrift "L'invention collective" van  Magritte en Raoul Ubac.
Begin jaren 1950 was hij een van de redacteurs van "Vendredi" het wekelijkse tijdschrift van zijn vriend Paul Colinet.
Jane Graverol toonde haar bewondering voor Marcel Lecomte door hem af te beelden tussen de andere groten van het Belgisch surrealisme.

## Cobra
Hij leunde dicht bij de Cobra-beweging, maar was er geen lid van wegens meningsverschillen met Christian Dotremont. Hij werkte vooral samen met René Guiette, met gedichten in combinatie met tekeningen. Maar de waardering van de Cobra-leden voor Lecomte blijkt ook uit werken van Serge Vandercam ("Portret van Marcel Lecomte") en Pierre Alechinsky.
Van april 1960 tot zijn overlijden in 1966 was Marcel Lecomte medewerker van de Koninklijke Musea voor Schone Kunsten van België.